# Niel Gow
Niel Gow (Inver, Perthshire, (Escòcia) 23 de març de 1727 - idem. 1 de març de 1807) fou un violinista i compositor escocès.
Era el fill de John Gow i Catherine McEwan. Va començar a tocar el violí des de molt jove, i a partir dels 13 anys va rebre la instrucció d'un cert John Cameron. Tot i ser un prodigi musical, primer va treballar com a inspector, però al final es va dedicar íntegrament a la música. Considerat el millor Fiddler a Perthshire, una zona famosa pels seus músics, la llegenda diu que als 18 anys va participar en una competició en què el cec John McCraw n'era l'àrbitre. Aquest li va concedir el primer premi tot afirmant que reconeixeria el seu estil entre un centenar de violinistes. Això va cridar l'atenció del duc d'Atholl, que es va convertir en el protector de Niel, aconseguint-li compromisos per a les gires i festivals de ball organitzats per la noblesa local. Amb el temps, es va fer famós com a violinista.
Publicà una col·lecció de Tirathpey-reels escoceses, en sis parts (1784-1822). Els seus fills també van compondre danses i també foren violinistes.